# Sjung svenska folk
Sjung svenska folk är den svenske bluesmusikern Rolf Wikströms debutalbum som soloartist, utgivet på skivbolagen MNW/Ljudspår 1975.
Albumet spelades in 1975 i Europafilms studio. Det producerades av Bo Anders Larsson och Wikström. Wikström medverkar även på sång och gitarr. I övrigt medverkar Claes Palmkvist på trumpet, Greg FitzPatrick på bas, Jan Zetterqvist på trummor, Lars Göransson på mungiga, Lasse Holmberg på alt- och tenorsax, Lotta Sandberg på sång och Slim Notini på piano.

## Låtlista
Alla låtar är skrivna av Rolf Wikström.
A
1. "Hon älskar pappa" – 3:47
2. "Hjort-Hank Williams" – 3:37
3. "Charlie" – 3:46
4. "Marknadsgycklarens fru" – 8:27

B
1. "Det vi säger" – 4:45
2. "Den kärlekskranke prärievargen" – 4:33
3. "Sjung svenska folk" – 4:02
4. "När allt har blivit sagt" – 4:48

## Medverkande
- Claes Palmkvist – trumpet
- Greg FitzPatrick – bas
- Jan Zetterqvist – trummor
- Lars Göransson – mungiga
- Lasse Holmberg – altsax, tenorsax
- Lotta Sandberg – sång
- Rolf Wikström – sång, gitarr
- Slim Notini – piano

## Mottagande
Sjung svenska folk finns med som en av de utvalda titlarna i boken Tusen svenska klassiker (2009). Författarna skrev "Med sin oslipade, rossliga stämma och sitt taggtrådsvassa gitarrspel, särskilt på "Marknadsgycklarens fru", det närmaste någon kommit Neil Youngs "Like a Hurricane", fick folkhemmet en blues fast förankrad i blågul botten.

### Fotnoter
1. ↑  ”Sjung svenska folk”. Discogs.com. http://www.discogs.com/Rolf-Wikstr%C3%B6m-Sjung-Svenska-Folk/release/2568354. Läst 7 januari 2013.
2. 1 2  ”Sjung svenska folk”. Svensk mediedatabas. http://smdb.kb.se/catalog/id/001504845. Läst 21 september 2014.
3. ↑  Gradvall et al (2009), s. 449